# موزه رومیانتسف
موزه رومیانتسف از کتابخانۀ شخصی و مجموعۀ تاریخی کنت نیکولای رومیانتسف (۱۷۵۴-۱۸۲۶) گسترش یافته است. مقر آن در سنت پترزبورگ در خانه یا عمارت رومیانتسف، ساختمان شماره ۴۴ بر روی خاکریز انگلیسی مشرف به رودخانه نوا بود. پس از مرگ نیکولای در سال ۱۸۲۶، برادرش سرگئی خانه را به موزه تبدیل کرد. در سال ۱۸۳۱ در ابتدا برای یک روز در هفته به روی عموم مردم باز شد و روزهای باقی مانده برای مطالعه بود.
مشکلات نگهداری یکی از دلایل انتقال موزه رومیانتسف به مسکو بود، علیرغم اینکه از سال ۱۸۴۵ به کتابخانه عمومی سنت پترزبورگ وابسته بود. در سال ۱۸۶۲، مجموعۀ نیکولای با آثار دیگری از جمله نقاشی‌های موزه ارمیتاژ ترکیب شد و به موزۀ عمومی مسکو و موزه رومیانتسف تغییر نام داد. تا سال ۱۹۱۷ چهار تغییر نام صورت گرفت و این مجموعه به ۱٫۵ میلیون مورد افزایش یافت. این رقم در سه سال آینده به دنبال یک کمپین سلب مالکیت و ملی‌سازی به ۲٫۷ میلیون نسخه هنری افزایش یافت. تعدادی از افراد برجسته مانند دمیتری مندلیف، کنستانتین تسیولکوفسکی، فیودور داستایفسکی و لئو تولستوی از این کتابخانه استفاده کردند.
در سال ۱۹۲۱ موزه و کتابخانه از نظر اداری و رسمی از هم جدا شدند. قانون واسپاری مجاز بود. در سال ۱۹۲۴، چند هفته پس از مرگ لنین، علیرغم وجود برخی مدعیان میراث لنین مانند کتابخانه عمومی در سن پترزبورگ، موزه رومیانتسف به عنوان کتابخانه لنین سازماندهی مجدد شد. کتابخانه رومیانتسف به بخشی از کتابخانه لنین تبدیل شد، در حالی که دارایی‌های دیگری از جمله نگارخانه ترتیاکوف، موزه هنرهای زیبا پوشکین و موزه دولتی هنرهای شرقی منحل شدند. کتابخانه لنین در سال ۱۹۹۲ به کتابخانه ایالتی روسیه تبدیل شد.